# مسجد ابراهیم الابراهیم

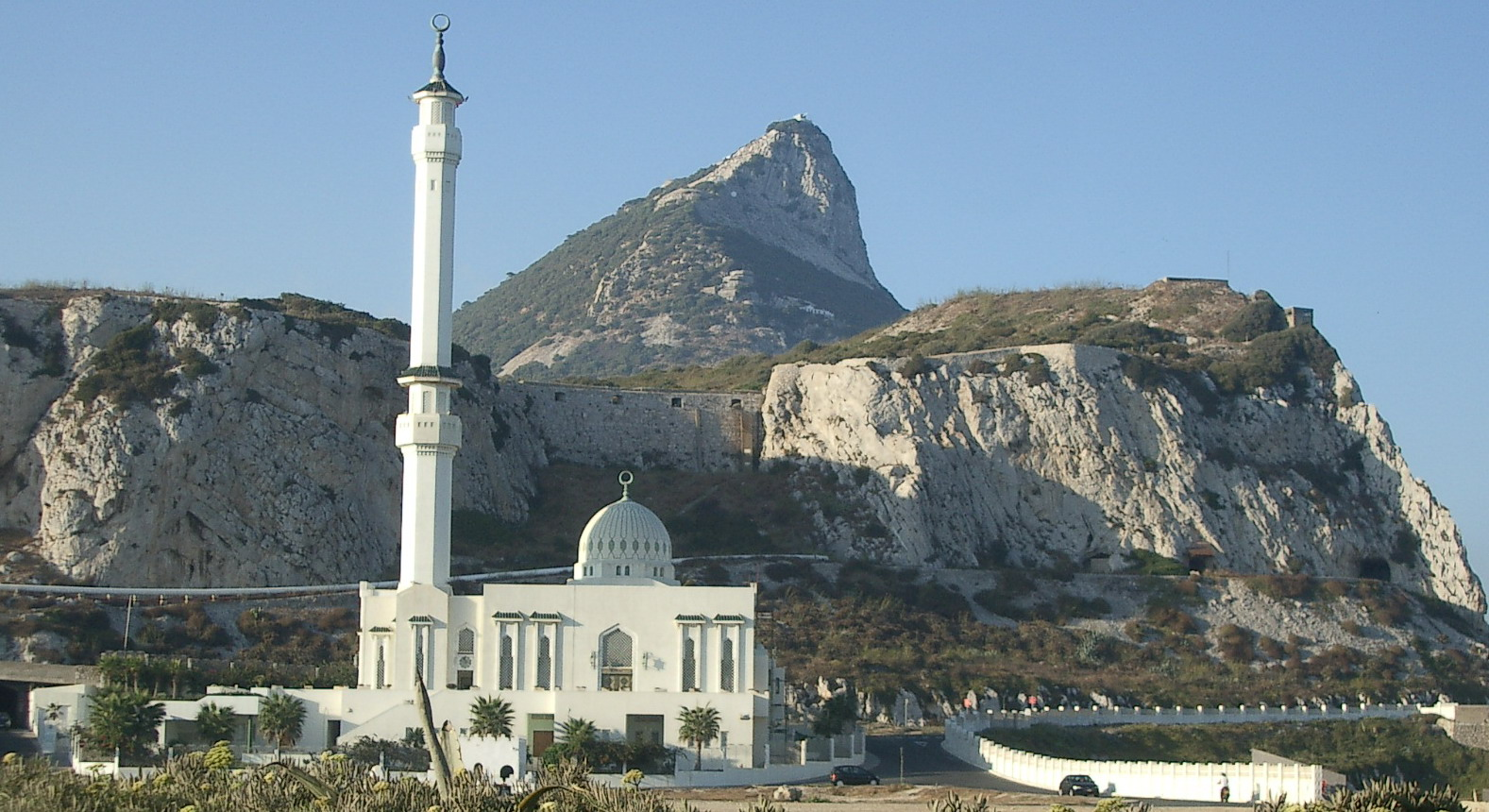
مسجد ابراهیم الابراهیم

مسجد ابراهیم الابراهیم یا مسجد ملک فهد بن عبدالعزیز مسجدی در دماغهٔ جنوبی شهر جبل الطارق است.

## تاریخچه
این مسحد در سال ۱۹۹۷ با پشتیبانی مالی ملک فهد پادشاه عربستان سعودی ساخته شد. ساخت این مسجد با هزینه ۵ میلیون یورو انجام شد و دو سال به طول انجامید. در آگوست سال ۱۹۹۷ افتتاح شد. این مسجد جنوبی‌ترین مسجد در اروپای قاره‌ای و یکی از بزرگترین مسجدها در یک کشور غیر اسلامی است.